# Aloe rebmannii
Aloe rebmannii ist eine Pflanzenart der Gattung der Aloen in der Unterfamilie der Affodillgewächse (Asphodeloideae). Das Artepitheton rebmannii ehrt den französischen Dozenten und Aloebegeisterten Norbert Rebmann (* 1948).

## Beschreibung

### Vegetative Merkmale
Aloe rebmannii wächst stammlos oder kurz stammbildend, verzweigt und bildet kleine Klumpen. Die neun bis zwölf ausgebreiteten oder aufsteigenden Laubblätter sind dreieckig mit einer spitzen, zurückgebogenen Spitze. Ihre dunkelgrüne, rötlich überhauchte Blattspreite ist 9 bis 12 Zentimeter lang und 2 bis 2,5 Zentimeter breit. Auf ihr befinden sich viele verlängerte blasse Flecken. Die ziemlich festen, spitzen, orangebraunen Zähne am orangefarbenen, knorpeligen Blattrand sind 1 bis 1,5 Millimeter lang und stehen 2 bis 5 Millimeter voneinander entfernt.

### Blütenstände und Blüten
Der einfache Blütenstand erreicht eine Länge von 45 bis 65 Zentimeter. Die lockeren Trauben sind bis zu 15 Zentimeter lang. Die Brakteen weisen eine Länge von 4 bis 7 Millimeter auf und sind 2 Millimeter breit. Die zylindrischen, leicht gebogenen, karminroten Blüten verblassen zur Mündung. Sie stehen an 12 bis 16 Millimeter langen, grünen Blütenstielen. Die Blüten sind 22 Millimeter lang. Auf Höhe des Fruchtknotens weisen die Blüten einen Durchmesser von 5 Millimeter auf. Ihre äußeren Perigonblätter sind auf einer Länge von 13 Millimetern nicht miteinander verwachsen. Die Staubblätter ragen kaum und der Griffel ragt nicht aus der Blüte heraus.

## Systematik und Verbreitung
Aloe rebmannii ist auf Madagaskar in der Provinz Toliara in einer Höhe von etwa 550 Metern verbreitet.
Die Erstbeschreibung durch John Jacob Lavranos wurde 2002 veröffentlicht.

## Nachweise